# Juan de Udaeta
Juan de Udaeta es un director de orquesta español.

## Trayectoria
Estudió en el Real Conservatorio Superior de Música de Madrid. En 1987 completó sus estudios de dirección de orquesta en la Universidad de Yale.
En 1988 se le nombró Director Asociado de la Joven Orquesta Nacional de España (JONDE). En 1991 fue elegido para dirigir la Orquesta Ciudad de Granada y en 1992 el Festival Internacional de Música y Danza de Granada. Desempeñó ambos cargos simultáneamente hasta que en 1994 dejó la OCG para ser Director Titular (y fundador) de la Orquesta Joven de Andalucía (OJA). En el año 2000 terminó su andadura en la OJA. En la actualidad trabaja como freelance en temas de documentación musical y dirige conciertos como director invitado.
Desde su posición al frente de diversas orquestas ha prestado una especial atención a la música española. Ha trabajado con solistas, intérpretes y directores de escena como Narciso Yepes, Rocío Jurado, Helen Donath, José Carlos Plaza, Plácido Domingo, John Romsley, Gustavo Tambsacio, Guillermo González, Aída Gómez, Ainhoa Arteta, Rafael Orozco, Esperanza Fernández, Maya Pliseskaya, Antonio Meneses, Francisco López, Janis Vakarelis, Gary Karr, Enrique Morente, Nacho Duato, María José Montiel, Emilio Hernández, Jesús Reina o Gabrielle Tachinno, entre otros.
Con la OCG ha grabado para el sello Claves obras de Joaquín Turina y un CD de música tradicional andaluza llamado "Alhambrismo sinfónico".

## Obras dirigidas
- Don Chisciotte: Dirigió su reestreno en tiempos modernos en el mes de noviembre de 2005 y con puesta en escena de Gustavo Tambascio. El estreno tuvo lugar en Tomelloso y le siguieron funciones en Valdepeñas, Puertollano y Albacete. En marzo de 2006 tuvo lugar una representación en el Teatro de la Maestranza de Sevilla.